# Wilhelm Ferdinand Emminghaus
Johann Wilhelm Ferdinand Emminghaus (* 1. Januar 1778 in Hachenburg; † 26. Juli 1844 in Usingen) war Amtmann und Geheimer Regierungsrat in Usingen.
Emminghaus war der Sohn des Stadt- und Landphysicus Joh. Fr. Christ. Emminghaus (* 4. März 1746 in Hachenburg). Er heiratete Charlotta Philippina Friederike geborene Medicus (* 12. August 1777 in Weilburg; begraben am 22. Januar 1849 in Usingen), die Tochter des Regierungs- und Kanzlei-Direktors Wilhelm Ludwig Medicus (* 31. Juli 1739 in Atzbach; † 25. April 1816 in Weilburg) und dessen Ehefrau Christiane Philippine Dorothea geborene Cramer (* 22. Juni 1744 in Weilburg; † 3. Januar 1816 ebenda) war. Der gemeinsame Sohn Friedrich (Fritz) Emminghaus (* 24. Juni 1814 in Usingen; † 18. September 1873) wurde Journalist und Schriftsteller. Er war Herausgeber des Taunusboten dem Amtsblatt der Ämter Usingen, Idstein, Königstein und Höchst. Die Tochter Charlotte Emminghaus (* 1805, † 1865) heiratete 1829 Daniel Spieß.
Emminghaus besuchte das Gymnasium Philippinum in Weilburg. Er war spätestens 1812 Amtmann im Amt Cleeberg. 1812 wurde der Amtssitz nach Usingen verlegt und 1814 ging es im Amt Usingen auf. Emminghaus war er bis zu seiner Pensionierung 1843 Amtmann im Amt Usingen. Er wurde zum Geheimen Regierungsrat ernannt und mit dem Ritterkreuz I. Klasse des großherzoglich-hessischen Hausordens ausgezeichnet.
In Usingen erinnert die Emminghausstraße an Vater und Sohn Emminghaus.